# Vadim Chmelev
Vadim Viktorovitch Chmelev (russe : Вадим Викторович Шмелёв), né le 30 août 1967 à Aleksine (Oblast de Toula), est un réalisateur, scénariste et producteur soviétique puis russe.

## Biographie
Il a étudié à l'Institut d'État russe des arts de la scène de 1990 à 1995. En 2006, il réalise le film d'action Compte à rebours (ru), puis l'année suivante le film à gros budget Le Code de l'apocalypse, qui fait un bide en salles,. Il a en outre réalisé le film d'épouvante Sous le signe du démon (ru).

## Filmographie
- 2006 - Compte à rebours (ru) (Обратный отсчет)
- 2007 - Le Code de l'apocalypse (Код Апокалипсиса)
- 2008 - Sous le signe du démon (ru) (ССД : Смерть Советским Детям)
- 2020 - La Ligne de feu (Подольские курсанты)